# Saint-André (Saboia)
Saint-André é uma comuna francesa na região administrativa de Auvérnia-Ródano-Alpes, no departamento de Saboia. Estende-se por uma área de 30,84 km². Em 2010 a comuna tinha 454 habitantes (densidade: 14,7 hab./km²).